# Nimbusryggen
Der Nimbusryggen (norwegisch) ist ein Gebirgskamm im südlichen Teil der Kraulberge im ostantarktischen Königin-Maud-Land. Er ragt zwischen den Bergen Muren und Skansen auf.
Wissenschaftler des Norwegischen Polarinstituts benannten ihn 1977 nach dem Wettersatelliten Nimbus-6, dessen Daten von einer im Januar 1977 auf dem Gebirgskamm errichteten Wetterstation empfangen wurden.